# Coney Reyes on Camera
Coney Reyes on Camera var en filippinsk dramaantologi som sändes från 1984 till 1988 på två TV-nätverk (ABS-CBN och RPN).  Fram tills 2006, var programmet den längsta löpande dramaantologi när det övertogs av Maalaala Mo Kaya.